# Art Taylor
Arthur S. Taylor, Jr. (6 de abril de 1929 - 6 de febrero de 1995) fue un batería de jazz estadounidense que "ayudó a definir el sonido de la percusión moderna de jazz".

## Carrera
Cuando era adolescente, Taylor se unió a una banda local de Harlem que incluía a los futuros mitos del jazz, Sonny Rollins, Jackie McLean y Kenny Drew.  Después de tocar en las bandas de Howard McGhee (1948), Coleman Hawkins (1950–51), Buddy DeFranco (1952), Bud Powell (1953), George Wallington y Art Farmer (1954), Powell y Wallington nuevamente (1954–55) Gigi Gryce y Donald Byrd (1956), formó su propio grupo, Taylor's Wailers.  Entre 1957 y 1963 realizó una gira con Donald Byrd , grabó con Miles Davis, Gene Ammons y John Coltrane, y actuó con Thelonious Monk. También fue miembro del Kenny Dorham Quartet original de 1957. 
En 1963 se mudó a Europa, donde vivió principalmente en Francia y Bélgica durante 20 años, tocando con grupos locales y músicos de jazz como Johnny Griffin, John Bodwin y con músicos estadounidenses que viajan como Woody Shaw durante la estancia de este último en París.  Regresó a los Estados Unidos para ayudar a su madre, que estaba enferma. Continuó trabajando de forma independiente después de regresar a los Estados Unidos, y en 1993 organizó una segunda banda llamada Taylor's Wailers.  Murió en el Hospital Beth Israel en Manhattan.
Fue autor de Notes and Tones, un libro basado en sus entrevistas con otros músicos. Esto fue, para muchos músicos, un trabajo innovador, porque presentó las perspectivas de los entrevistados sobre las fuerzas sociales, políticas y económicas más amplias en las que operaban, temas que normalmente no se mencionan en la cobertura general de los músicos de jazz.

## Discografía

### Como líder
- Taylor's Wailers (Prestige, 1957)
- Taylor's Tenors (Prestige, 1959)
- A.T.'s Delight (Blue Note, 1960)
- Mr. A.T. (Enja, 1991)
- Wailin' At The Vanguard (Verve, 1991)

### Como acompañanante
Con Thelonious Monk
- Thelonious Monk y Sonny Rollins (Prestige, 1956)
- Thelonious Monk Orchestra en el Town Hall (Riverside, 1956)
- 5 by Monk by Five (Riverside, 1929)

Con Gene Ammons
- The Happy Blues (Prestige, 1956)
- Jammin' with Gene (Prestige, 1956)
- Funky (Prestige, 1957)
- Jammin' in Hi Fi with Gene Ammons (Prestige, 1957)
- The Big Sound (Prestige, 1958)
- Groove Blues (Prestige, 1958)
- Blue Gene (Prestige, 1958)
- Boss Tenor (Prestige, 1960)
- Velvet Soul (Prestige, 1960 [1964])
- Angel Eyes (Prestige, 1960 [1965])
- Up Tight! (Prestige, 1961)
- Boss Soul! (Prestige, 1961)

Con Chris Anderson
- My Romance (Vee-Jay, 1960 [1983]),

Con Dorothy Ashby
- In a Minor Groove (New Jazz, 1958)
- Hip Harp (Prestige, 1958)

Con Benny Bailey
- Big Brass (Candid, 1960)

Con Kenny Burrell
- All Night Long (Prestige, 1956)
- All Day Long (Prestige, 1957)
- 2 Guitars – with Jimmy Raney (Prestige, 1957)
- Just Wailin' (New Jazz, 1958) with Herbie Mann, Charlie Rouse and Mal Waldron

Con Donald Byrd
- 2 Trumpets (Prestige, 1956) – with Art Farmer
- Jazz Eyes (Regent, 1957) – with John Jenkins
- Off to the Races (Blue Note, 1958)
- Byrd in Hand (Blue Note, 1959)

Con Paul Chambers
- Bass on Top (1957)

Con Sonny Clark
- Sonny's Crib (Blue Note, 1957)

Con James Clay
- The Sound of the Wide Open Spaces!!!! (Riverside, 1960) – with David "Fathead" Newman

Con Jimmy Cleveland
- A Map of Jimmy Cleveland (Mercury, 1959)

Con Arnett Cobb
- Party Time (Prestige, 1959)
- More Party Time (Prestige, 1960)
- Movin' Right Along (Prestige, 1960)

Con Pepper Adams
- Baritones and French Horns (1957)

Con John Coltrane
- Wheelin' & Dealin'  (1957)
- Trane's Blues  (1957)
- The Dealers (1957)
- Black Pearls (1958)
- Lush Life (1958)
- The Believer (1958)
- Settin' the Pace (1958)
- The Last Trane  (1958)
- Jazz Way Out (1958)
- Traneing In (1958)
- Soultrane (1958)
- Giant Steps (1959)
- Bahia (1964)
- Alternate Takes (1975)

Con Continuum
- Mad About Tadd (1980, Palo Alto Records)[5]

Con Eddie "Lockjaw" Davis
- Goin 'to the meeting (Prestigio, 1962)

Con Miles Davis
- Miles Ahead (1957)
- Colector's Items (Prestige, 1956)

Con Walter Davis Jr.
- Davis Cup (1959)

Con Kenny Dorham
- Show Boat (1960)

Con Art Farmer
- The Art Farmer Septet (Prestige, 1953–54)
- When Farmer Met Gryce (Prestige, 1955) - con Gigi Gryce

Con Tommy Flanagan
- Thelonica (Enja, 1982)

Con Red Garland
- A Garland of Red (Prestige, 1956)
- Red Garland Revisited! (Prestige, 1957 [1969])
- The P.C. Blues (Prestige 1956–57 [1970])
- Groovy (Prestige, 1956–57)
- All Mornin' Long (Prestige, 1957)
- Soul Junction (Prestige, 1957)
- High Pressure (Prestige, 1957 [1962])
- The Red Garland Trio (Moodsville, 1958 [1960])
- All Kinds of Weather  (Prestige, 1958)
- The Red Garland Trio + Eddie "Lockjaw" Davis (Moodsville, 1959)
- Halleloo-Y'-All (Prestige, 1960)

Con Matthew Gee
- Jazz by Gee (Riverside, 1956)

Con Benny Golson
- Gettin' with It (New Jazz, 1959)
- Free (Argo, 1962)

Con Dexter Gordon
- One Flight Up (Blue Note, 1964)
- The Squirrel (Blue Note, 1967 [1997])
- A Day in Copenhagen (MPS, 1969) – with Slide Hampton

Con Bennie Green
- Hornful of Soul (1960)

Con Johnny Griffin
- Do Nothing 'til You Hear from Me (Riverside, 1963)

Con Tiny Grimes
- Tiny in Swingville (Swingville, 1959) - con Jerome Richardson

Con Gigi Gryce
- Jazz Lab (Columbia, 1957) - con Donald Byrd
- Gigi Gryce y el Jazz Lab Quintet (Riverside, 1957)
- Perspectiva del jazz moderno (Columbia, 1957) - con Donald Byrd
- Nuevas fórmulas del Jazz Lab (RCA Victor, 1957) con Donald Byrd
- Jazz Lab (Jubilee, 1958) con Donald Byrd
- Doin 'the Gigi (Uptown, 2011)

Con Ernie Henry
- Presentando a Ernie Henry (Riverside, 1956)

Con Elmo Hope y Frank Foster.
- Hope Meets Foster (Prestige, 1955)

Con Milt Jackson
- Bags & Flutes (Atlantic, 1957)

Con Thad Jones
- After Hours (Prestige, 1957)

Con Clifford Jordan
- Cliff Jordan (Blue Note, 1957)

Con Duque Jordan
- Flight to Jordan (Blue Note, 1960)

Con Ken McIntyre
- Looking Ahead (New Jazz, 1960) with Eric Dolphy

Con Jackie McLean
- Lights Out! (Prestige, 1956)
- 4, 5 and 6 (Prestige, 1956)
- McLean's Scene (Prestige, 1957)
- Alto Madness (Prestige, 1957)
- Strange Blues (Prestige, 1957)
- A Long Drink of the Blues (Prestige, 1957)
- Makin' the Changes (Prestige, 1957 [1959])
- Swing, Swang, Swingin' (Blue Note, 1959)
- Capuchin Swing (Blue Note, 1960)

Con Lee Morgan
- Introducing Lee Morgan (1956)
- City Lights (Blue Note, 1957)
- Candy (Blue Note, 1957)

Con Oliver Nelson
- Meet Oliver Nelson (New Jazz, 1959)

Con Cecil Payne
- Patterns of Jazz (Savoy, 1956)

Con The Prestige All Stars
- Interplay for 2 Trumpets and 2 Tenors (Prestige, 1957)

Con Bud Powell
- The Amazing Bud Powell, Vol. 2 (Blue Note, 1954)
- Bud Powell Trio (Roost, 1953)
- Birdland, 1953 (ESP Disk, 1953)
- Three Nights at Birdland (SSJ, 1953)
- Bud Powell's Moods (Verve, 1954)
- The Lonely One (Verve, 1955)
- Piano Interpretations (Verve, 1955)
- Strictly Powell (RCA, 1956)
- Swingin with Bud (RCA, 1956)
- Bud plays Bird (Blue Note, 1957)
- Bud! (Blue Note, 1957)
- The Scene Changes (Blue Note, 1958)

Con Julian Priester
- Spiritsville (Jazzland, 1960)

Con Dizzy Reece
- Blues in Trinity (1958)

Con Charlie Rouse
- Takin 'Care of Business (Jazzland, 1960)

Con Sahib Shihab
- Jazz Sahib (Saboya, 1957)

Con Horace Silver
- Silver's Blue (Columbia, 1956)

Con Jimmy Smith
- Damn! (Verve, 1995)

Con Johnny "Hammond" Smith
- Talk That Talk (New Jazz, 1960)
- Open House (Riverside, 1963)

Con Louis Smith
- Here Comes Louis Smith (Blue Note, 1958)

Con Sonny Stitt
- Stitt Meets Brother Jack (Prestige, 1962) – con Jack McDuff

Con Buddy Tate
- Tate-a-Tate (Swingville, 1960) con Clark Terry

Con Clark Terry
- Top and Bottom Brass (Riverside, 1959)

Con Toots Thielmans
- Man Bites Harmonica! (Riverside, 1957)

Con Stanley Turrentine
- ZT's Blues (1961)

Con Mal Waldron
- Mal-2 (1957)

Con Randy Weston
- African Cookbook (Polydor [France], 1969)
- Niles Littlebig (Polydor [France], 1969)

Con Julius Watkins y Charlie Rouse.
- Les Jazz Modes (Amanecer, 1957)

Con Lem Winchester
- Winchester Special (New Jazz, 1959)
- Lem's Beat (New Jazz, 1960)

Con Kai Winding y JJ Johnson
- The Great Kai & J. J. (Impulse!, 1960)

Con Frank Wright
- Uhuru na Umoja (América, 1970)